# 瑞浪站
瑞浪站（日语：／ Mizunami eki */?）是屬於東海旅客鐵道（JR東海）中央本線的鐵路車站，位於日本岐阜縣瑞浪市。

## 歷史
- 1902年（明治35年）12月21日：開業，為鐵道省的一個車站。
- 1949年（昭和24年）6月1日：成為日本國有鐵道的一個車站。
- 1980年（昭和55年）8月：新站舍建成。
- 1984年（昭和59年）1月10日：貨運業務停止辦理。
- 1984年（昭和59年）2月1日：行李業務停止辦理。
- 1987年（昭和62年）4月1日：國鐵分割民營化，成為東海旅客鐵道的一個車站。
- 2006年（平成18年）11月25日：本站可以使用TOICA。

## 車站結構
本站為側式月台1面1線和島式月台1面2線的地面車站，站內設有自動售票機和驗票閘門。

### 月台配置
| 月台 | 路線     | 方向 | 目的地             | 備註                 |
| ---- | -------- | ---- | ------------------ | -------------------- |
| 1    | 中央本線 | 上行 | 多治見、名古屋方向 | 此站始發在2、3號月台 |
| 2、3 | 中央本線 | 下行 | 中津川、長野方向   |                      |

## 车站周边
- 瑞浪市役所
- 瑞浪市綜合文化中心
  - 瑞浪市中央公民館
  - 瑞浪市民圖書館
- 瑞浪市民公園
  - 瑞浪市化石博物館
  - 市之瀨廣太記念美術館
  - 瑞浪市地球回廊
  - 瑞浪陶磁器資料館
  - 瑞浪市民體育館
  - 岐阜縣先端科學技術体験中心
- 瑞浪市窯業技術研究所
- 中仙道美術館
- 瑞浪郵政局
- 東濃信用金庫瑞浪支店
- 陶都信用農業協同組合瑞浪支店、土岐支店
- 瑞浪市立土岐小学
- 瑞浪市立瑞浪小学
- 瑞浪市立瑞浪中学
- 瑞浪市立瑞陵中学
- 岐阜縣立瑞浪高等學校
- 安達學園中京高等学校
- 安達学園中京短期大学
- 麗澤瑞浪中學校、高等學校
- 東濃厚生醫院
- 瑞浪IC - 中央自動車道
- 国道19号

## 相鄰車站
東海旅客鐵道（JR東海）
 中央本線
■快速、■普通
釜戶（CF15）－瑞浪（CF14）－土岐市（CF13）

### 來源
1. 1 2  駅構内の案内表記。これらはJR東海公式サイトの各站時刻表 （页面存档备份，存于）で参照可能（駅掲示用時刻表のPDFが使われているため。2015年1月現在）。

## 外部連結
- 瑞浪 - 東海旅客鐵道